# Марса-Алам
Марса-Алам (араб. مرسى علم) — невелике місто, а також однойменна адміністративно-територіальна одиниця (кісм, араб. قسم مرسى علم) з міським і сільським населенням в губернаторстві (мухафазі) Червоне Море, Єгипет. Місто знаходиться за 271 км на південь від Хургади і за 131 південніше Кусейра.

## Туризм
Марса-Алам — це курортна місцевість, розташована в Червономорській Рив'єрі між морем і пустелею на узбережжі Червоного моря. Місцевість почала особливо швидко розвиватися після відкриття в жовтні 2003 міжнародного аеропорту Марса-Алам.  
Тут одні з найпривабливіших у Червоному морі місць для дайвінгу для досвідчених дайверів. Славиться представниками морської фауни (дельфін, дюгонь, манта, акули-молоти). Інтерес представляють також мангрові зарості. Для менш досвідчених дайверів є прибережні коралові рифи для багатогодинного спостереження за дикою природою.
Тут є різні види помешкань, від готелів від трьох до п'яти зірок до бедуїнських еко-лодж. У Порт-Галибі в Марса-Аламі споруджена нова пристань для причалу приблизно 1000 яхт. На курорті також розміщений Міжнародний конференц-центр з приміщенням для засідань 1 950 кв., де можна проводити і конгреси на 2000 делегатів. 
Готелі (курорти) в Марса-Аламі розташовані на кількасоткілометровому узбережжі моря на значній відстані один від одного. 
В Марса-Аламі можна займатися кайтсерфінгом, звідси можна відправлятися на сафарі та тут можна вивчати пустелю. Тут проводяться екскурсії в шахти, де в давнину видобували золото та смарагди.
Недалеко розташовані національні парки Габаль-Ельба та Ваді-ель-Гималь, де проживають різноманітні птахи та пустельні тварини.

## Демографія
Населення міста — 4 685 жителів (2006) — зайняте переважно в обслуговуванні туристичного бізнесу; частина населення займається риболовлею, розводить овець і верблюдів, працює на шахтах, мармурових і гранітових кар'єрах.
Населення кісму Марса-Алам становило:
- Перепис 1996-11-19 — 3 382 осіб
- Перепис 2006-11-11 — 6 614
- Оцінка 2017-07-01 — 8 573
- Оцінка 2020-07-01 — 8 905

## Історія
Ще наприкінці I тисячоліття до н. е. район сучасного Марса-Алама був відомий родовищами золота, смарагдів, напівкоштовних каменів, міді, свинцю. Ймовірно, при Птолемеї II (III століття до н. е.) була побудована дорога до міста Едфу, яке розташоване в долині Нілу. Видобуток золота тривав до часу британської окупації Єгипту, коли був зупинений через збитковість (обсяг видобутого золота становив 20 грам золота на тонну піску).

## Клімат
Температура повітря вдень з листопада по квітень коливається в межах 21-30 °C, з травня по жовтень вона становить 30-35 °C. Температура води влітку становить 27-30 °C, а взимку 22—23 °C.
| Клімат міста                                                                        | Клімат міста | Клімат міста | Клімат міста | Клімат міста | Клімат міста | Клімат міста | Клімат міста | Клімат міста | Клімат міста | Клімат міста | Клімат міста | Клімат міста | Клімат міста |
| Показник                                                                            | Січ.         | Лют.         | Бер.         | Квіт.        | Трав.        | Черв.        | Лип.         | Серп.        | Вер.         | Жовт.        | Лист.        | Груд.        |              |
| Абсолютний максимум, °C                                                             | 29           | 32           | 35           | 39           | 45           | 43           | 43           | 42           | 39           | 38           | 34           | 31           |              |
| Середній максимум, °C                                                               | 24,1         | 25,1         | 26,9         | 29,8         | 33,1         | 34,7         | 35,5         | 35,6         | 34,2         | 32,6         | 29,3         | 25,5         |              |
| Середня температура, °C                                                             | 18,6         | 19,4         | 21,4         | 24,2         | 27,9         | 29,5         | 30,5         | 30,8         | 29,3         | 27,4         | 24,0         | 20,1         |              |
| Середній мінімум, °C                                                                | 13,2         | 13,8         | 15,9         | 18,7         | 22,7         | 24,3         | 25,5         | 26,0         | 24,4         | 22,3         | 18,7         | 14,8         |              |
| Абсолютний мінімум, °C                                                              | 5            | 8            | 11           | 15           | 16           | 19           | 22           | 20           | 19           | 15           | 12           | 10           |              |
| Середня кількість сонячних годин на місяць                                          | 279          | 283          | 310          | 330          | 372          | 390          | 403          | 372          | 330          | 310          | 300          | 279          | 3958         |
| Норма опадів, мм                                                                    | 0            | 0            | 0            | 0            | 0            | 0            | 0            | 0            | 0            | 1            | 3            | 1            |              |
| Днів з дощем                                                                        | 0            | 0            | 0            | 0            | 0            | 0            | 0            | 0            | 0            | 0            | 0            | 0            |              |
| ----------------------------------------------------------------------------------- | ------------ | ------------ | ------------ | ------------ | ------------ | ------------ | ------------ | ------------ | ------------ | ------------ | ------------ | ------------ | ------------ |
| Джерело: Weather2Travel for sunshine and rainy days, Voodoo Skies and MarsaAlam.com |              |              |              |              |              |              |              |              |              |              |              |              |              |

## Галерея

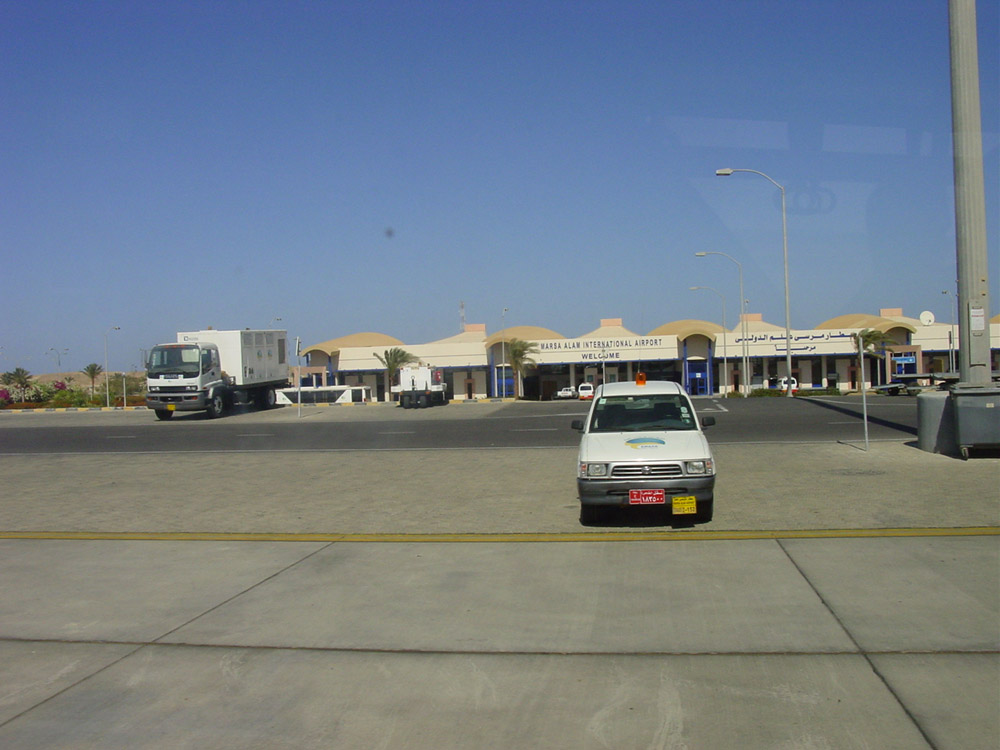
Міжнародний аеропорт Марса-Алам
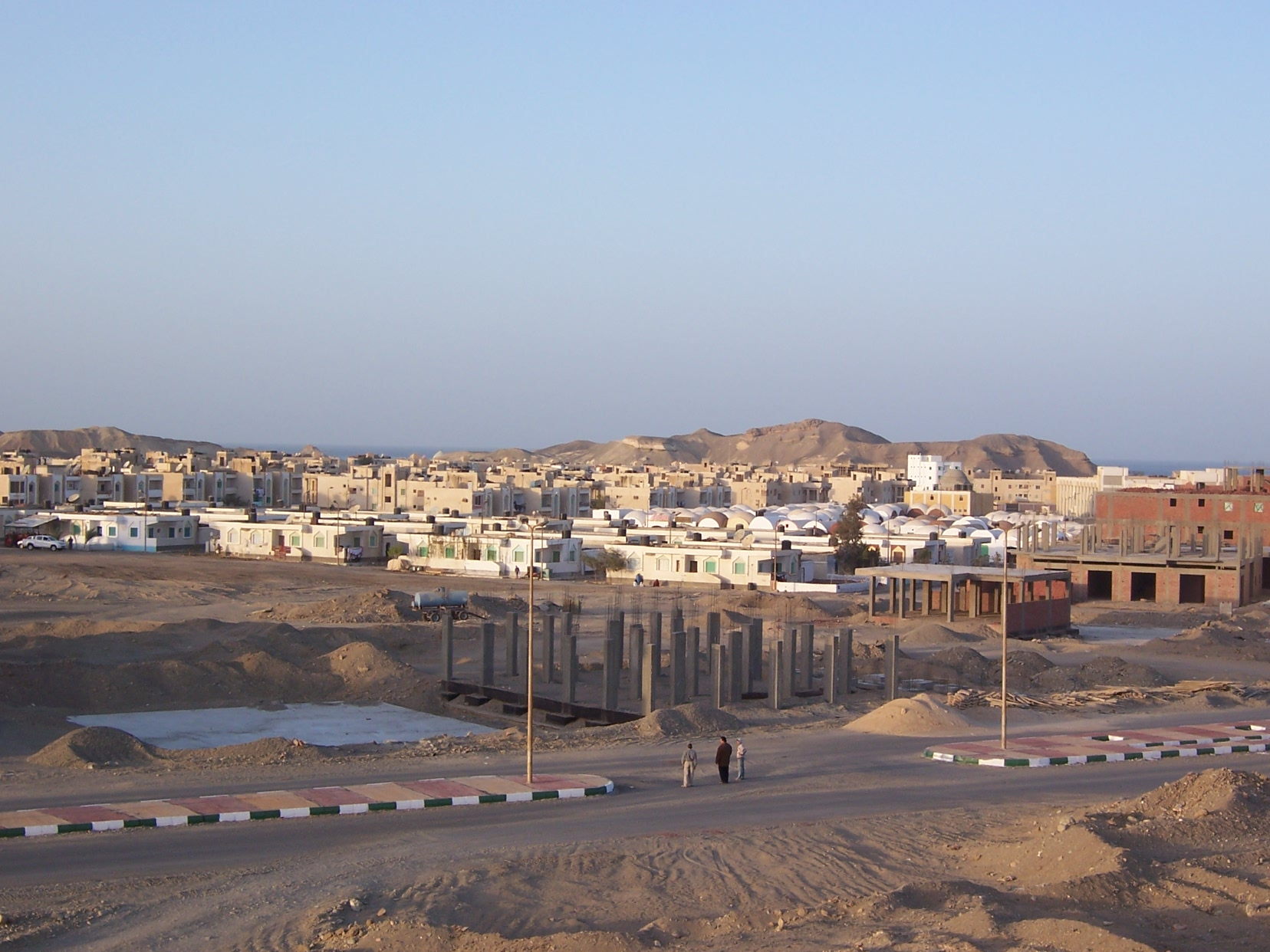
Вид
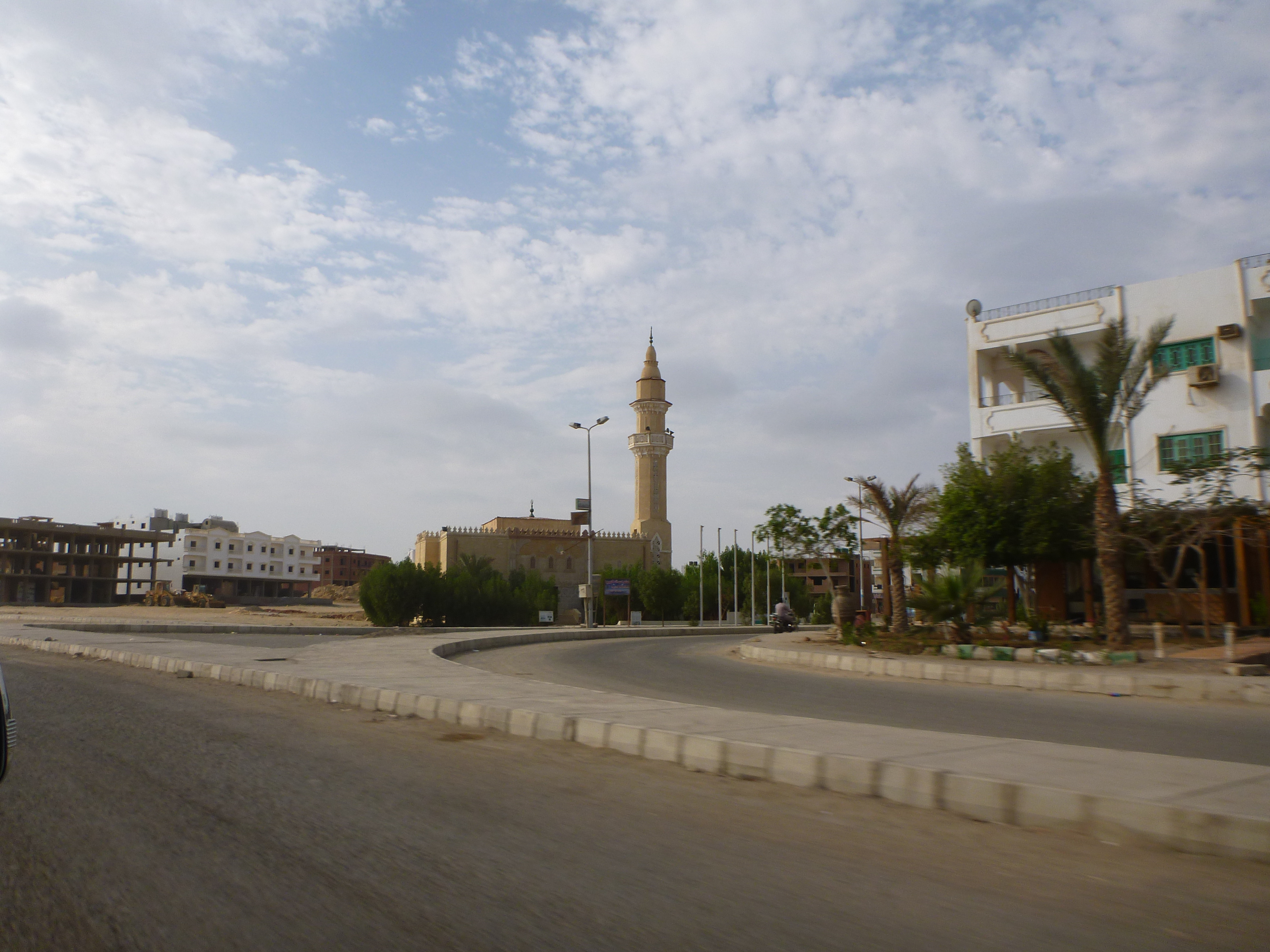
Мечеть
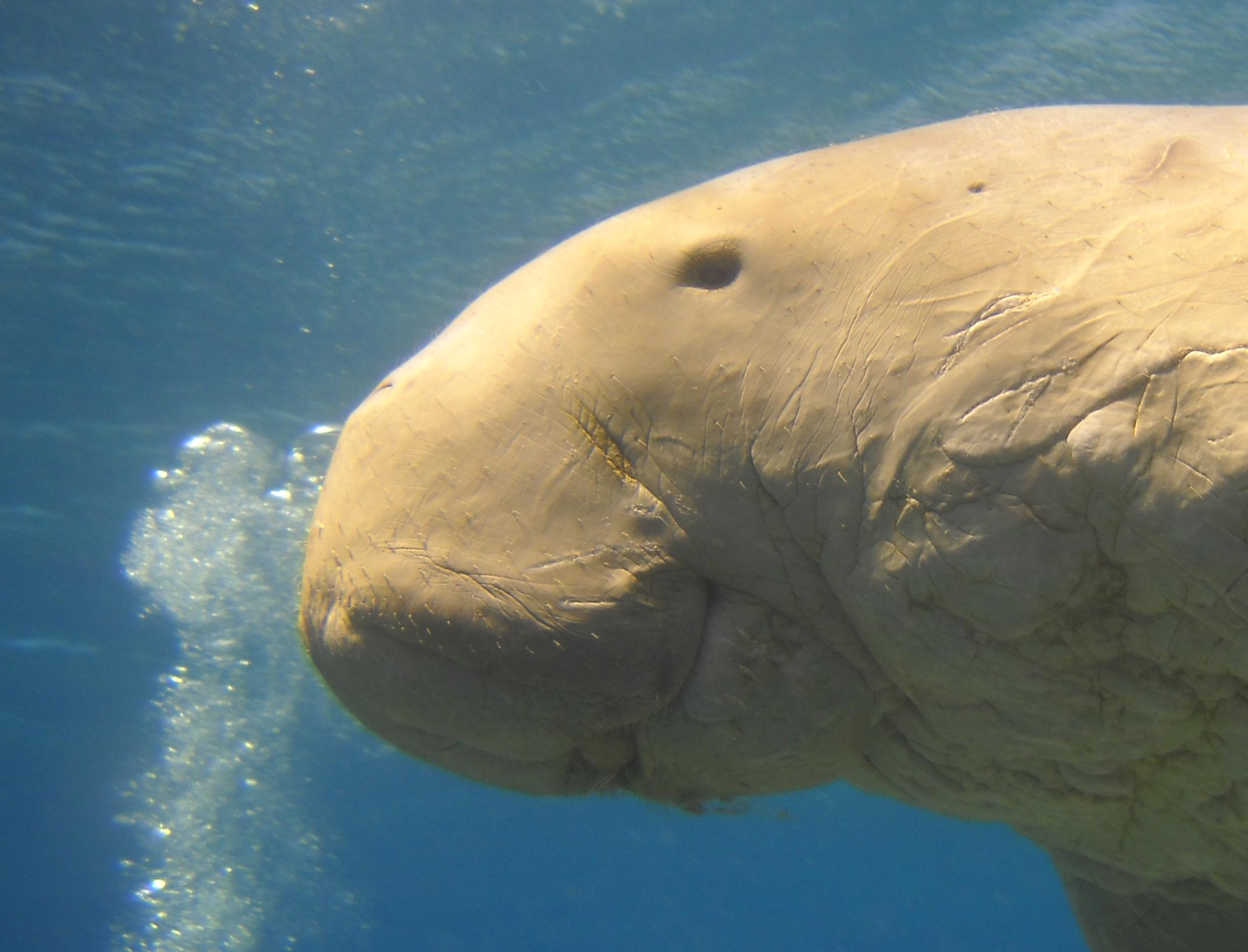
Дюгонь
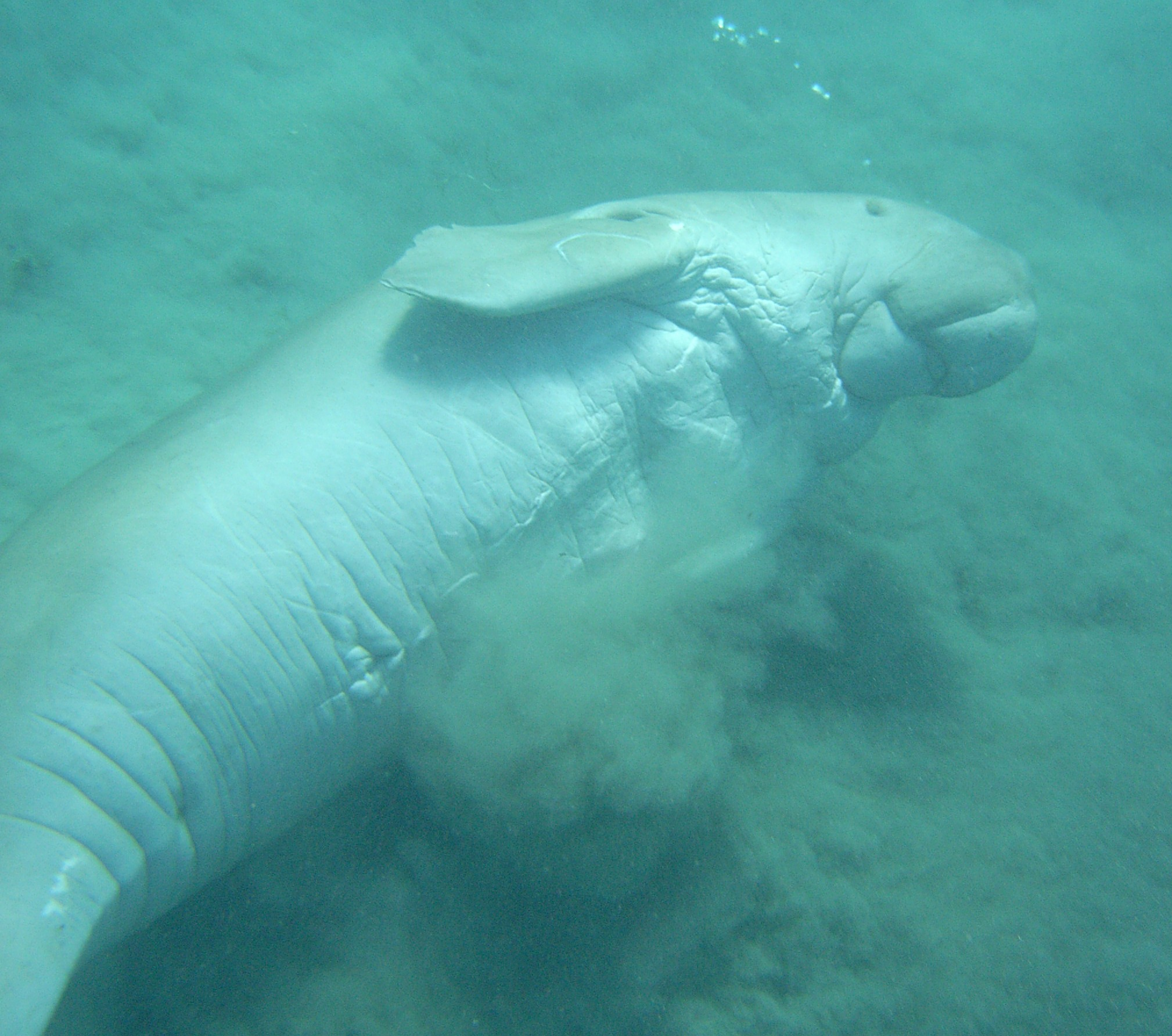
Дюгонь
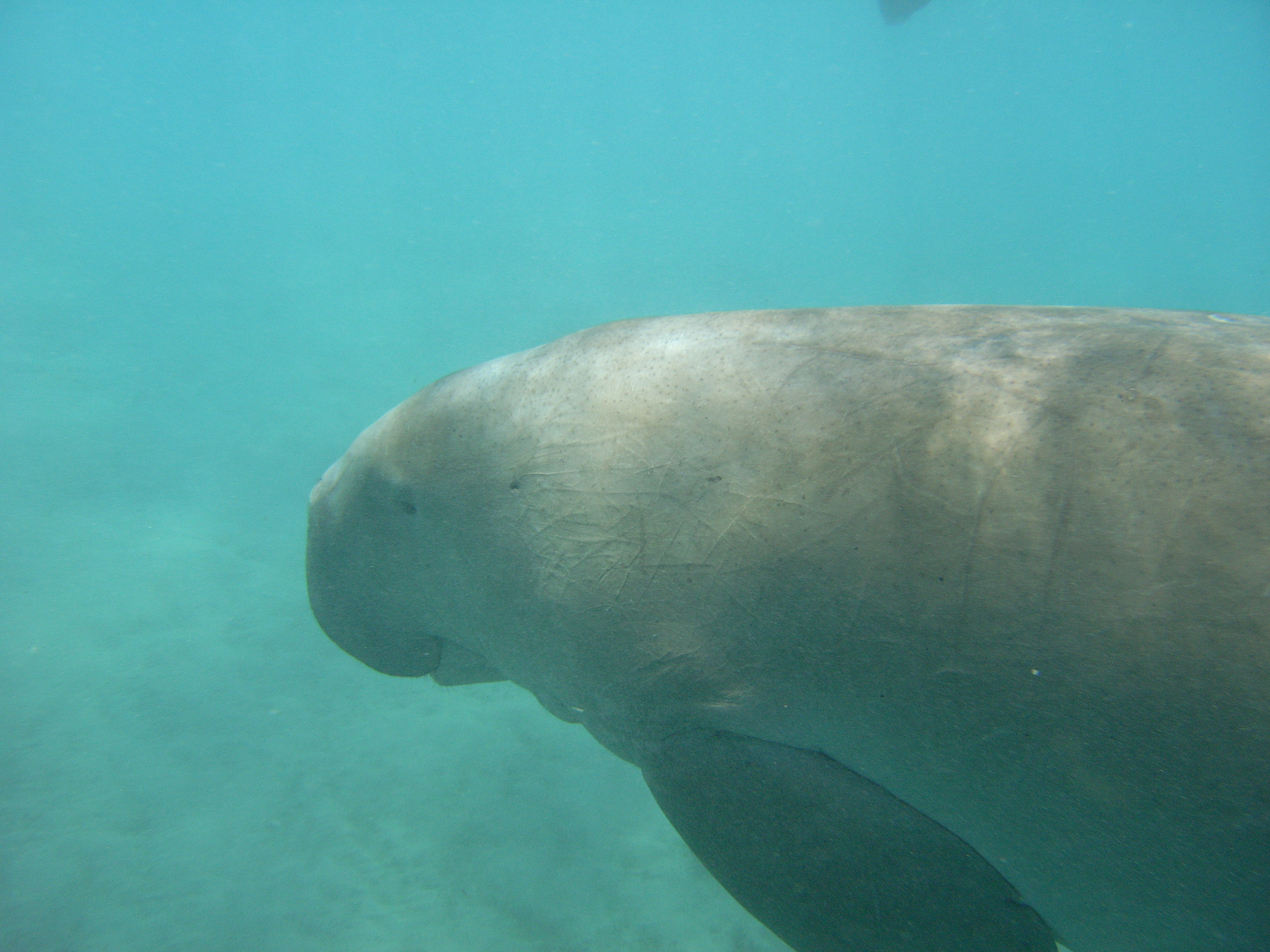
Дюгонь
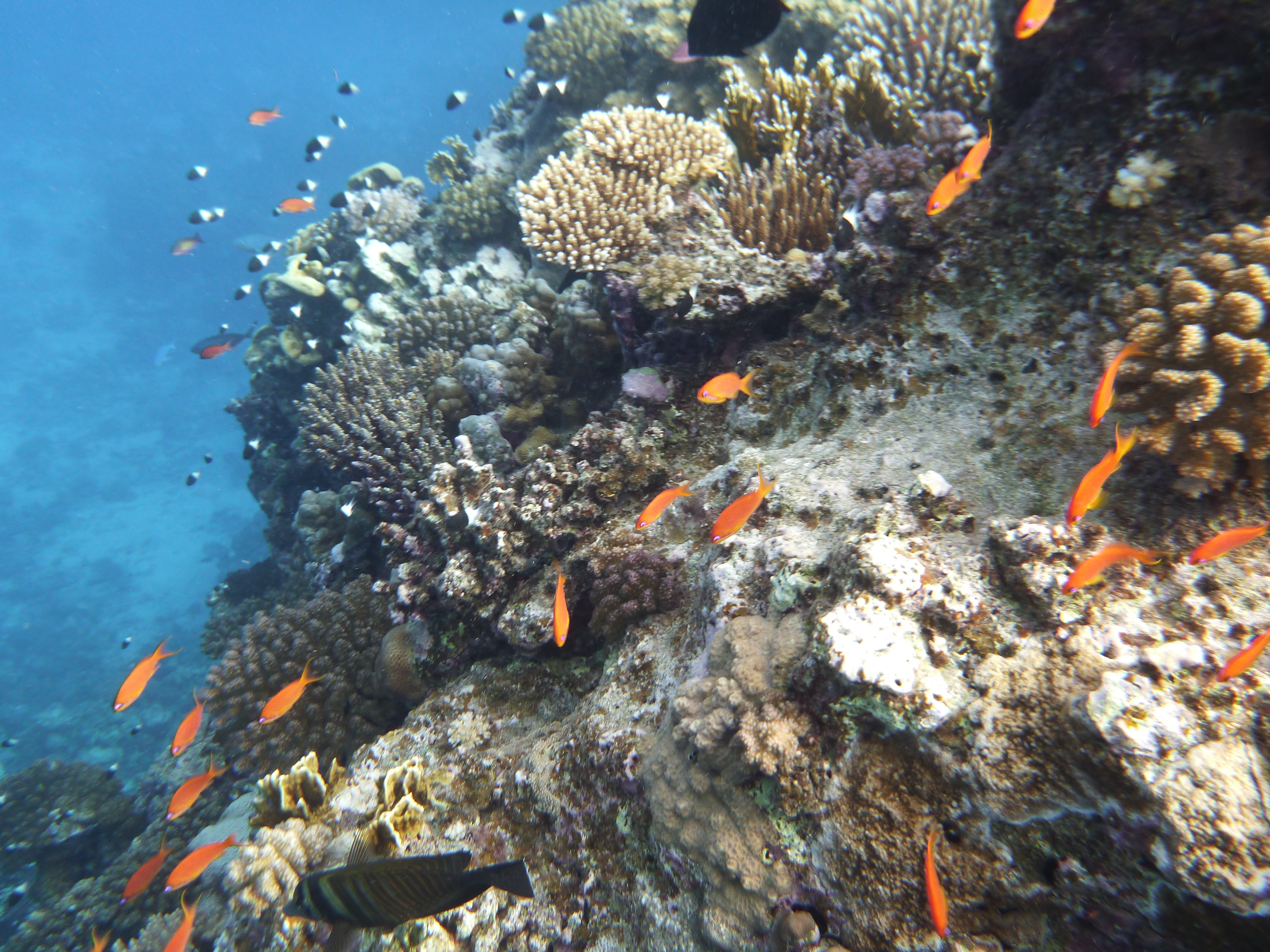
Кораловий риф на півночі
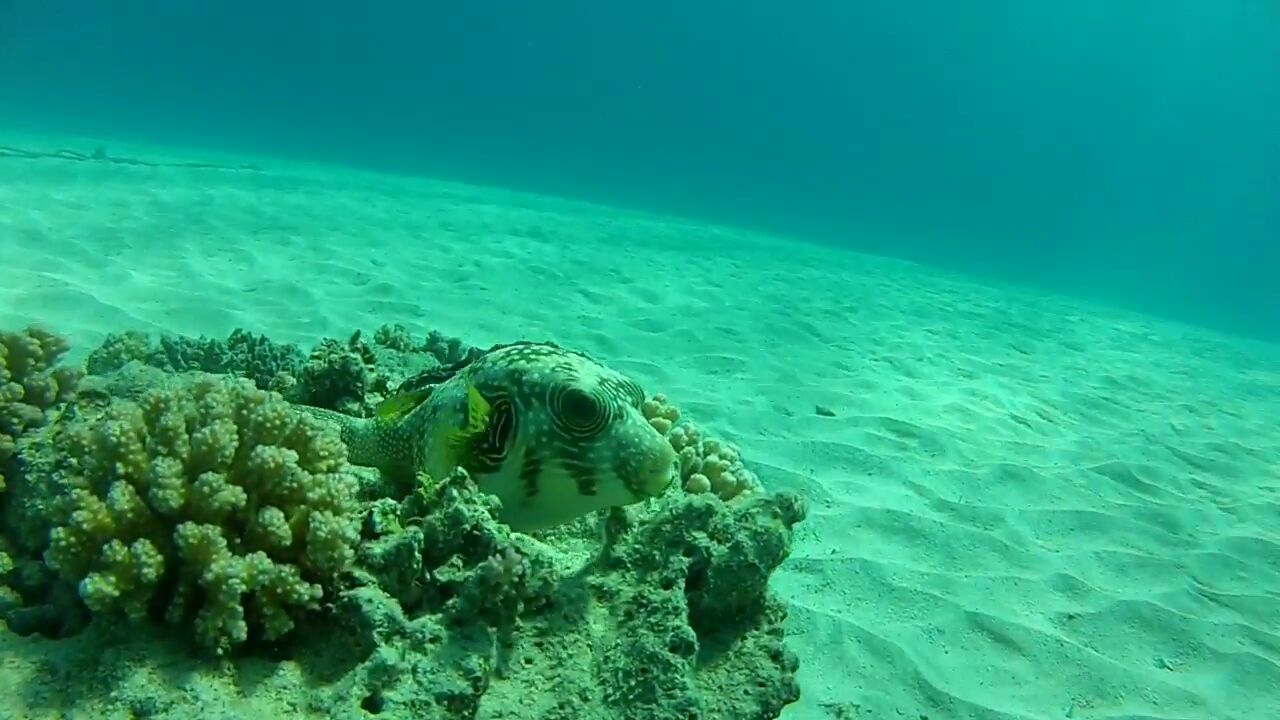
Тетраодон
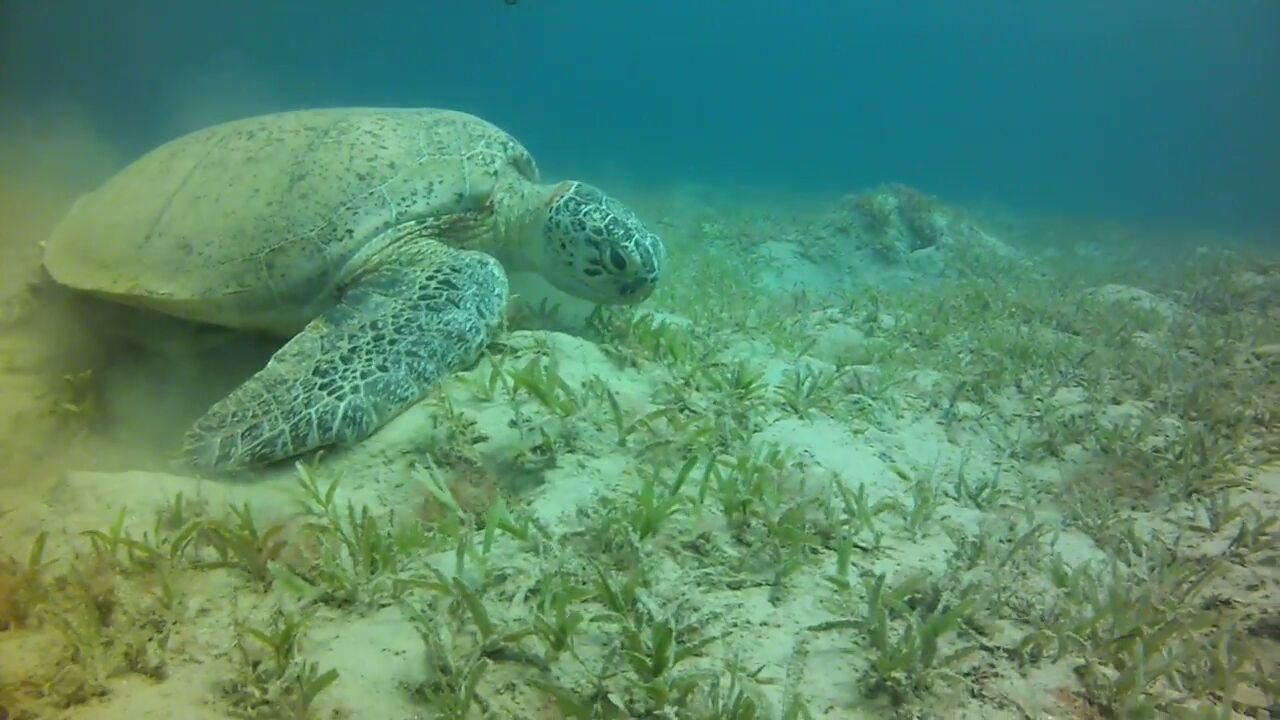
Зелена морська черепаха
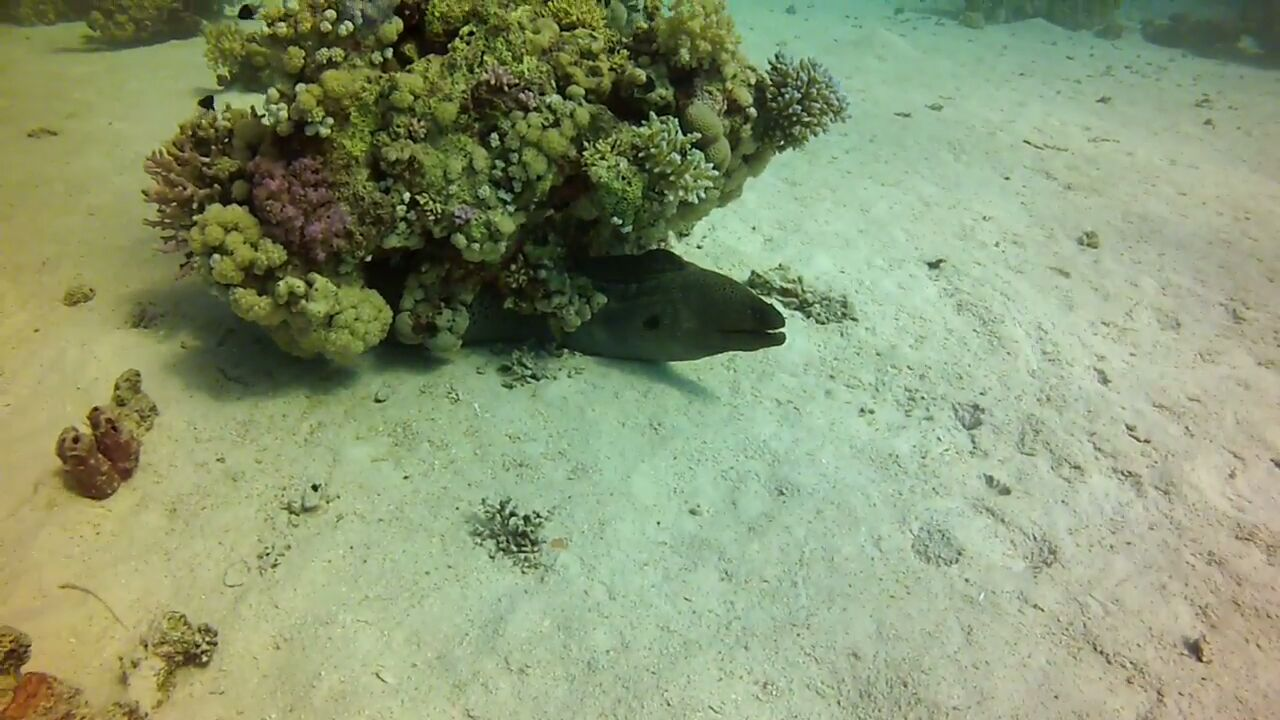
Мурена
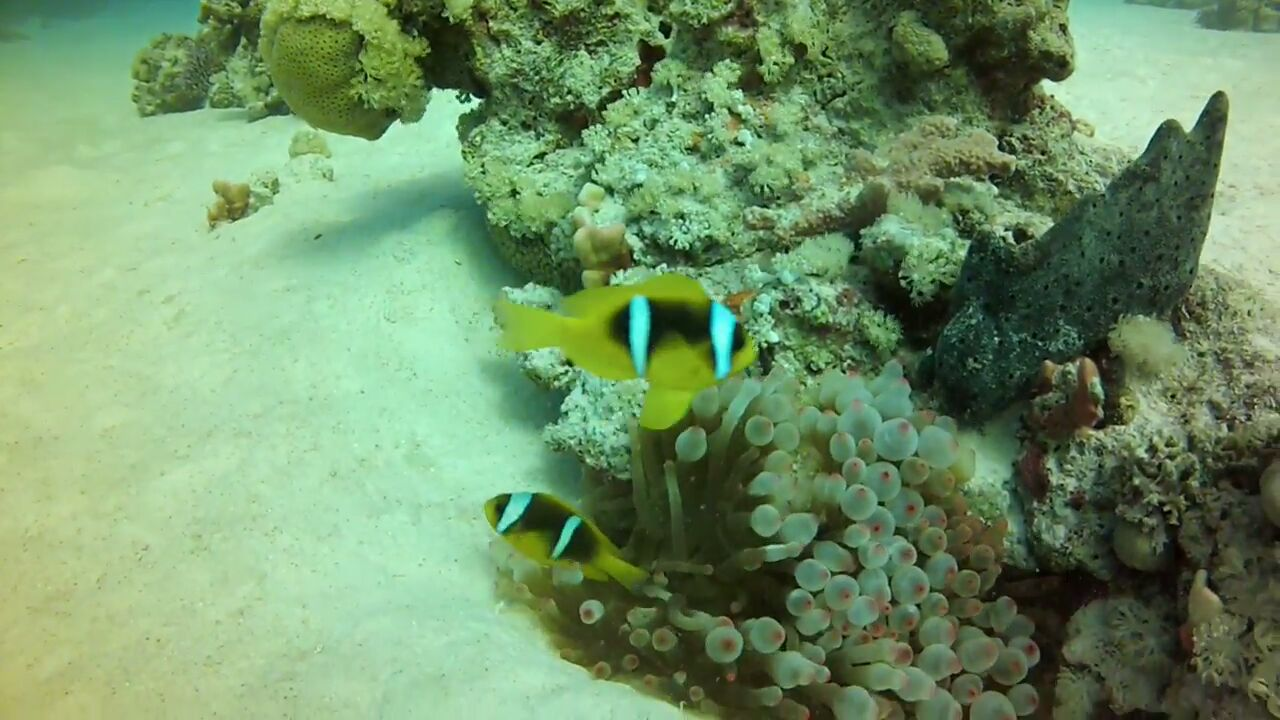
Пара риб-клоунів
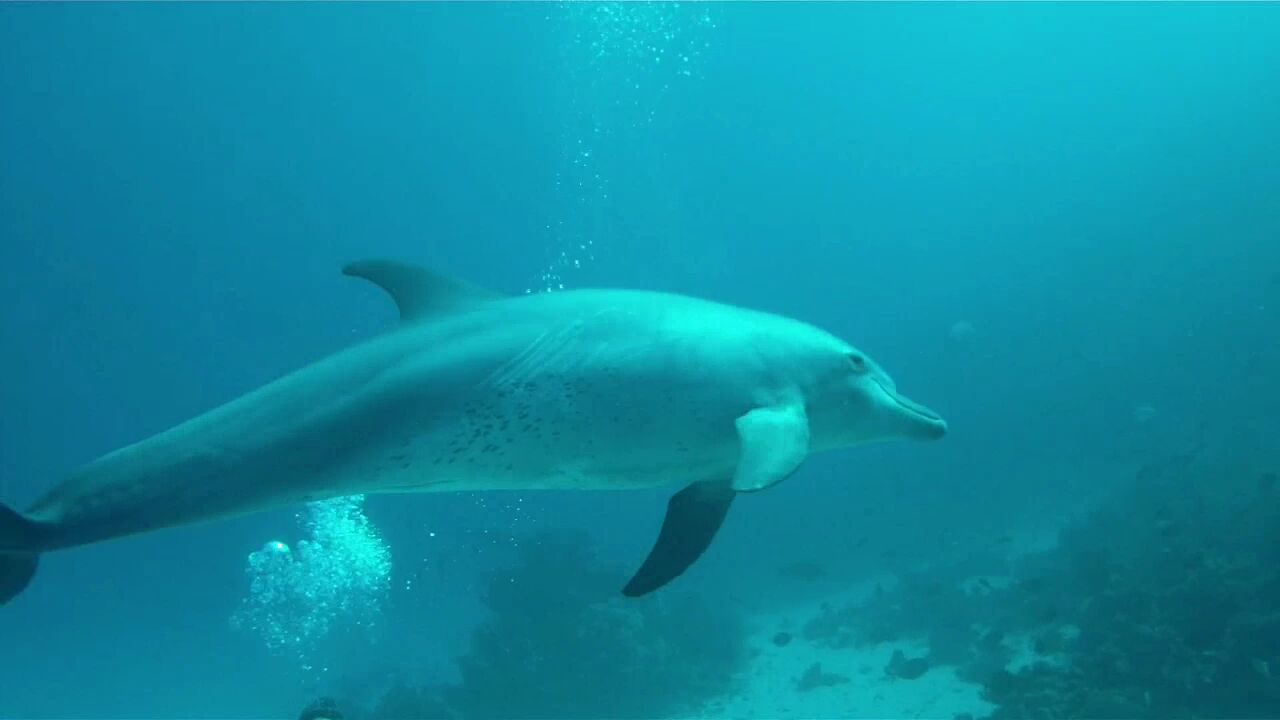
Дельфін
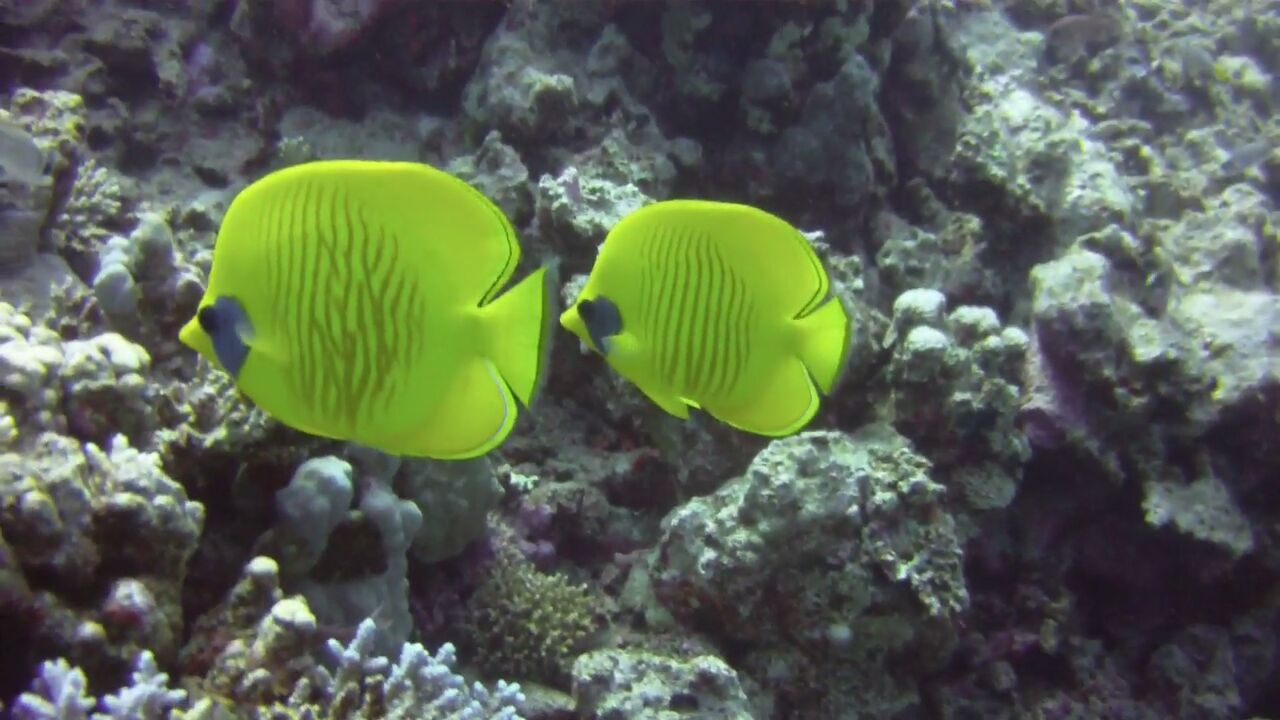
Пара риб-метеликів